# 鸸鹋鹩莺
鹋鹩莺属，或稱帚尾鹩莺属，是细尾鹩莺科的鸟类，仅分布於澳大利亚，栖息于灌木、荒野以及草原。鸸鹋鹩莺体型较小，它们身长为12-19厘米 ，而尾部占身长的一半以上。鸸鹋鹩莺的尾部仅有六根结构松散、样子普通的羽毛 ，这些羽毛与鸸鹋的羽毛质地相似。本屬包含三个物种，而其中一种正濒临灭绝。

## 分类
鸸鹋鹩莺的通用名是源于它们尾部与鸸鹋羽毛的相似之处。 尽管欧洲人移民至悉尼湾（Sydney Cove）之后不久就遇到并记述过南鹋鹩莺，但是它的种类是由法国自然主义者勒内•莱松 （René Lesson）于1831年界定的，莱松从1823到1825年乘 科基耶号（Coquille）到杰克森港（Port Jackson）游览不久后为其做了出明确的界定。 根据异型酶研究表明，与鹋鹩莺属亲缘关系最近的似乎是来自新几内亚山脉中的棕鹩莺属的单型种，棕鹩莺（Clytomyias insignis）。 
3个种类包括:
- 南鹋鹩莺 (学名：Stipiturus malachurus), 发现于澳大利亚东南沿海以及西南部。它有7个公认的亚种。
- 马里鹋鹩莺 (学名：Stipiturus mallee) (濒危), 仅栖息于维多利亚州西北部的马里以及南澳的西南部。
- 棕冠鹋鹩莺 (学名：Stipiturus ruficeps)栖息于澳大利亚中北部地区的干旱内陆。

鸟类学家理查德•斯科特（Richard Schodde）提出帚尾鹩莺是另外两种鹩莺进化前祖先的形态。

## 描述
三种鸸鹋鹩莺都展现出两性异形，雄性鸸鹋鹩莺有褐色翅膀，亮度不同的红褐色冠，颈部和胸部上方呈天蓝色。而雌性少有蓝色羽毛，其身体上部羽毛主要是红棕色而下部则是灰白色。它们最特殊的羽毛长在尾部，由6根纤维状羽毛组成，中间两根长度最长。其中，帚尾鹩莺和棕冠帚尾鹩莺尾巴长度是体长的两倍。它们的体重不等，体型最小的棕冠帚尾鹩莺重5.4克，而帚尾鹩莺重7.5克。

## 栖息地和行为
这3种鸸鹋鹩莺选择三种不同的栖息地：帚尾鹩莺喜欢栖息在沼泽和荒野，马里鹩莺栖息于马里林地滨刺草下层，而棕冠帚尾鹩莺则栖息于沙漠地区的滨刺草中。所有鸸鹋鹩莺都生活在矮灌木丛中，它们的行踪都相当隐蔽并难以追踪。鸸鹋鹩莺主要以虫类为食，但是它们也吃种子。 它们因为行踪诡秘以及棕色的羽毛，常常被错认成灌木鼠。

### 引用文本
- Rowley, Ian; Russell, Eleanor. . Oxford: Oxford University Press. 1997. ISBN 0-19-854690-4.
- Del Hoyo, J.; Elliot, A. & Christie D. (editors). (2007). Handbook of the Birds of the World. Volume 12: Picathartes to Tits and Chickadees. Lynx Edicions. ISBN 978-84-96553-42-2
- Pizzey, Graham & Knight, Frank (1997) The Graham Pizzey & Frank Knight Field Guide to the Birds of Australia, HarperCollins, London, UK.